# Cellarengo
Cellarengo é uma comuna italiana da região do Piemonte, província de Asti, com cerca de 603 habitantes. Estende-se por uma área de 10 km², tendo uma densidade populacional de 60 hab/km². Faz fronteira com Isolabella (TO), Montà (CN), Poirino (TO), Pralormo (TO), Valfenera.

## Demografia
| Variação demográfica do município entre 1861 e 2011                               |
|                                                                                   |
| Fonte: Istituto Nazionale di Statistica (ISTAT) - Elaboração gráfica da Wikipedia |